# 李澄玉
李澄玉（이징옥，1399年—1453年10月20日），朝鮮世宗到端宗时代武臣。
李澄玉官至咸吉道都節制使。朝鮮端宗元年（明代宗景泰四年，1453年），首阳大君杀死金宗瑞，李澄玉叛亂朝鲜朝廷，因为咸吉道是女真人居住区，是金国故地，于是李澄玉自稱大金皇帝，不久，兵败被杀。1908年（朝鲜纯宗隆熙2年），在内阁总理大臣李完用的建议下恢复李澄玉的名誉。